# 라오스 증권거래소
라오스 증권거래소(라오어: ตลาดหลักทรัพย์ลาว, 영어: Lao Securities Exchange)]에 소재한 증권거래소이다. 2011년 1월 11일에 첫 개장하였다.